# Neosisyphus mirabilis
Neosisyphus mirabilis är en skalbaggsart som beskrevs av Gilbert John Arrow 1927. Neosisyphus mirabilis ingår i släktet Neosisyphus och familjen bladhorningar. Inga underarter finns listade i Catalogue of Life.